# Ramhormoz
Ramhormoz (perski: رامهرمز) – miasto w Iranie, w ostanie Chuzestan. W 2006 roku miasto liczyło 49 822 mieszkańców w 10 966 rodzinach.